# Риванацано Терме
Риванацано Терме (итал. Rivanazzano Terme) је насеље у Италији у округу Павија, региону Ломбардија.
Према процени из 2011. у насељу је живело 4671 становника. Насеље се налази на надморској висини од 155 м.

## Становништво
| 1936. | 1951. | 1961. | 1971. | 1981. | 1991. | 2001. | 2011. |
| ----- | ----- | ----- | ----- | ----- | ----- | ----- | ----- |
| 3.253 | 3.442 | 3.301 | 3.144 | 3.821 | 3.977 | 4.429 | 5.186 |